# جو بيجز
جو بيجز (بالإنجليزية: Joe Beggs)‏ هو لاعب كرة قاعدة أمريكي، ولد في 4 نوفمبر 1910 في Rankin, Pennsylvania ‏ في الولايات المتحدة، وتوفي في 19 يوليو 1983 في إنديانابوليس في الولايات المتحدة.

## وصلات خارجية
- جو بيجز على موقع دوري كرة القاعدة الرئيسي (الإنجليزية)
- جو بيجز على موقعبيزبول رفرنس.كوم (الدوري الرئيسي) (الإنجليزية)
- جو بيجز على موقعبيزبول رفرنس.كوم (الدوري الثانوي) (الإنجليزية)
- جو بيجز على موقع جمعية أبحاث البيسبول الأمريكية (الإنجليزية)
- جو بيجز على موقع مشجعي الرسوم البيانية (الإنجليزية)